# Metamorfózis (kőzettan)
A metamorfózis kifejezés átalakulást jelent. A geológiában fizikai és kémiai folyamatokban testesül meg. Bármilyen adott ásványtársulásból álló kőzet csak adott fizikai körülmények – nyomás, hőmérséklet, oldatok jelenléte – között stabil. A szokvány földfelszíni körülmények között az adott állapotra jellemző egyensúlyi állapotban vannak és kémiai összetételükben általában nem változnak. A kémiailag aktív környezet miatti szerkezeti átalakulások – például az oxidáció vagy redukció – nem tartoznak a metamorfózis fogalomkörébe, azonban a megváltozó fizikai körülmények – hőmérséklet és nyomás – metamorfózist idéznek elő. Az átalakulás a nagyon lassú folyamatok közé tartozik.
A metamorfózis a kőzetek szilárd fázisában történő kőzetátalakulás, amely a fizikai körülmények hatására következik be, illetve a föld mélyében fizikai és kémiai körülmények változása miatt. A metamorfózis történhet ásványos átalakulás nélkül, ez az izofázisos vagy izokémiai metamorfózis, ilyen például a márvány, ahol csak a kőzet szerkezet és szövete tér el a mészkőtől. Ha az ásványos összetétel is megváltozik, akkor allofázisos vagy allokémiai metamorfózisról beszélünk.

## Fogalma
A metamorfózis szilárd fázisú átkristályosodás. A kőzetek különféle földtani folyamatok (például orogenezis, szubdukció, utólagos magmabehatolás) hatására, eredeti képződési körülményeiktől jelentősen eltérő nyomás- és hőmérséklet viszonyok közé kerülhetnek, melyek során kőzetalkotó ásványaik kémiai és kristályszerkezeti átalakuláson (átkristályosodáson) mennek keresztül, valamint szerkezetük (például palásodás) és kőzetszövetük is megváltozik. Az ilyen módon keletkező kőzeteket metamorf kőzeteknek nevezzük.

## A nyomás (p) és hőmérséklet (T) – a metamorfózis határai
A metamorf folyamatok jellemzésére használt két legfontosabb fizikai paraméter a nyomás (p) és a hőmérséklet (T), azonban ezek mellett a metamorf kőzetképződésben a kémiailag aktív fluidumok (jelük: C vagy X; gőzök-gázok és oldatok) is jelentős szerepet játszhatnak.
A metamorf folyamatokban fellépő nyomás típusai:
- lito- vagy hidrosztatikai nyomás – phidr, irányítatlan és értéke átlagosan 3 kbar / 10 km; a fedő kőzetek nyomásából származik,
- stressz- vagy irányított nyomás – pstressz, kialakulásáért tektonikai folyamatok felelősek,
- gőz- vagy fluid nyomás – pfluid, a rendszerben lévő könnyen illók hatására alakul ki.

A kőzeteket érő hőhatásokért az alábbi folyamatok felelősek:
- a Föld belső hője – hatása a felszíntől mért mélységgel arányos; a földkéregben tapasztalható hőmérsékletemelkedés mértéke a geotermikus gradienssel (egységnyi mélységnövekedésre eső hőmérsékletnövekedéssel) vagy a reciprok gradienssel (földi átlag 33 m/C°) jellemezhető, ami a Föld felszínén területenként változó, ugyanis elsősorban a nagytektonikai helyzet függvénye,
- kőzetolvadék vagy magma behatolásából származó hő,
- tektonikai folyamatok vagy meteoritbecsapódás során keletkező súrlódási hő.

A legtöbb üledékes kőzetben a leülepedés után nem sokkal, a betemetődés előrehaladtával megkezdődnek a fázisátalakulások, mely folyamatot diagenezisnek nevezik. Azok a nyomás- és hőmérséklet viszonyok, melyek esetében már metamorfózisról beszélnek a kutatók, azaz a diagenetikus és metamorf átalakulások közti határvonal bizonytalan és vitatott.
A felszínközeli, magmabehatolás következményeként lejátszódó kontakt metamorfózis néhány bar nyomáson megy végbe, míg a kimberlitből származó olivin-peridotit kőzetek képződése során a nyomás a 30-40 kbar-t is meghaladhatja.
A szilikátos kőzetekben a metamorfózis alsó határa 150±50 °C. A metamorfózis kezdetét leggyakrabban a következő ásványok megjelenése jelzi: heulandit, laumontit, glaukofán, prehnit, pumpellyit, stilpnomelán. Felső határát az a hőmérséklet jelenti, amelyen a kőzet még hosszú ideig szilárd fázisú marad, mielőtt anatektikus olvadása megkezdődik. Az olvadási hőmérsékletet azonban a nyomás, a kőzet összetétele és a könnyen illók jelenléte jelentősen befolyásolja. A földkéregben, 5 kbar nyomáson, száraz környezetben a gránit mintegy 1000 °C-on kezd megolvadni, míg H2O jelenlétében ugyanez a folyamat már 660 °C-on elkezdődik. A bazaltos kőzetek esetében ugyanezek a hőmérsékleti értékek 1120 és 800 °C. Metamorfózis azonban nemcsak a földkéregben, hanem a köpenyben is zajlik, ahol a nagyobb nyomásviszonyok mellett 1500 °C-on is végbemehetnek szilárdfázisú reakciók, azaz a kőzetanyag megolvadása még ilyen hőmérsékleti tartományban sem következik be.

## A metamorfózishoz kapcsolódó fogalmak és definíciók
- Egyensúlyi ásványegyüttes: Azoknak az ásványoknak a csoportja, melyek (adott hőmérsékleten és nyomáson) egyensúlyban vannak egy adott kőzetben.
- Metamorf differenciáció: Metamorf folyamatok hatására az ásványszemcsék és/vagy a kémiai komponensek átrendeződése a kőzetben. A metamorf differenciáció során történő ásványi- vagy kémiai átrendeződés következtében a kőzet ásványos vagy kémiai anizotrópiája (különböző irányokban eltérő összetétele) nő anélkül, hogy a teljes kőzet kémiai összetétele döntően megváltozna.
- Ásvány paragenezis: Egy adott terület metamorf fejlődése során kialakult, egymást követő és helyettesítő ásványegyüttesek sorozata.
- Progresszív (előrehaladó) metamorfózis: Olyan metamorfózis, amelynek során kialakuló ásványok (vagy ásványegyüttes) nagyobb metamorf fokúak, mint a metamorf kőzet vagy kőzetsorozat korábbi ásványai (ásványegyüttese).
- Retrográd metamorfózis: Olyan metamorfózis, amelynek során kialakuló ásványok (vagy ásványegyüttes) kisebb metamorf fokúak, mint a metamorf kőzet vagy kőzetsorozat korábbi ásványai (ásványegyüttese).
- Diaftorézis: Retrográd metamorfózis kis nyomáson és hőmérsékleten.
- Polimetamorfózis: Ugyanazon kőzetet vagy kőzetsorozatot ért többszörös metamorfózis hatására kialakult felülbélyegzés(ek).
- Metaszomatózis: Az a folyamat, melynek során egy kőzet, vagy a kőzet egy részének a kémiai összetétele bizonyos fokig átalakul, valamint amely folyamat során anyag hozzáadódás vagy eltávozás történik. Mivel az illók közül a H2O és a CO2 eltávozása vagy hozzáadódása a progresszív vagy retrográd metamorfózist kísérő közönséges folyamat, ezért ezeknek a komponenseknek a mozgása a metaszomatózis definíciójából ki van zárva, szintúgy, mint az anatektikus olvadás is.
- Zóna: Az azonos metamorf fokú helyek összessége. Három nagyobb egysége az epi-, mezo- és katazóna (lásd alább).
- Izográd: Az azonos metamorf fokú helyeket összekötő vonal; általában egy indexásvány megjelenésének kishőmérsékletű pontja; ha ismert az illető indexásványt létrehozó reakció is, akkor az izográdot izoreakciógrádnak nevezik.
- Indexásvány vagy kritikus ásványegyüttes: Olyan meghatározó, diagnosztikus, típusos, ásvány vagy ásványegyüttes, melyeknek segítségével a metamorfózis foka vagy a metamorf fácies egyértelműen felismerhető. Jellegzetes indexásványok: klorit, biotit, gránát, sztaurolit, kianit, szillimanit.

## A metamorfózis típusai
A metamorfózis térbeli kiterjedése alapján a metamorf folyamatokat két fő csoportra oszthatjuk: regionális és lokális (azaz nagy és kis területre kiterjedő) metamorfózisra.

### Regionális metamorfózis
1. Dinamotermál (orogén) metamorfózis – Konvergens lemezszegélyeken az orogén övekben lezajló nagy kiterjedésű (több száz vagy ezer km hosszú és több tíz vagy száz km széles területen ható) metamorfózis, ahol az átkristályosodást jelentős mértékű deformáció is kíséri. A fő hatótényezők az irányított nyomás (pstressz) és a hőmérséklet (T) együttes és nagymértékű változása, növekedése. A folyamat hosszú évmilliókig vagy tízmillió évekig is eltart, az átkristályosodás és a deformáció fázisainak sorozatával, amelynek során polimetamorf kőzetek képződnek. A kőzetek palásak, gyűrtek vagy lineáltak, gyakran a korábbi deformációs irányok nyomai valamint a korábbi ásványfázisok reliktumai még felismerhetőek.
2. Eltemetődési (burial) metamorfózis – Az eltemetődési (burial) metamorfózis geoszinklinálisokban, süllyedő medencékben nyugodt (orogén folyamatoktól és magmás behatolásoktól mentes) körülmények között lezajló metamorf folyamat. A fő hatótényező elsősorban a fokozatosan leülepedő kőzetek súlyából adódó lito- vagy hidrosztatikai nyomás (phidr), valamint másodsorban a lefelé növekedő hőmérséklet, ez utóbbi értéke azonban a kisfokú metamorfózis határát nem haladja meg (<250-300 °C). A mélyhelyzetű diagenezistől nagyon nehéz elkülöníteni, annak mintegy folytatása. Az átkristályosodás általában nem éri el az egyensúlyi állapotot, gyakran az eredeti kőzet szemcséinek reliktumai megmaradnak. A metamorf változások kézipéldányon gyakran nem láthatóak, csak vékonycsiszolatban észlelhetők.
3. Hidrotermális metamorfózis
  - Óceánaljzati metamorfózis – Az óceáni kéregben, az óceáni hátságok környezetében lezajló hidrotermális metamorf folyamat. A fő hatótényező elsősorban a leszivárgó és felmelegedő tengervíz okozta metaszomatózis, amihez a mélységgel fokozatosan együtt járó hőmérséklet és nyomásnövekedés járul. Elsősorban ultrabázisos és bázisos magmás kőzetek zeolit-, zöld pala- illetve maximálisan amfibolit fáciesű átalakulása zajlik. A kőzetek nem palásak, vagyis jellegében hasonló a kontinentális burial metamorfózishoz. További jellegzetessége, hogy a kőzetek erekkel sűrűn átjártak, ami a nagy mennyiségű, cirkuláló, felforrósodott tengervíznek köszönhető.
  - Szubdukciós övek hidrotermális metamorfózisa – Az orogén övek magmatizmusával kapcsolatos hidrotermális tevékenység szintén okozhat metamorfózist a lebukó óceáni kéreg kőzetein. Ebben a folyamatban is az illódús oldatok metaszomatózisa a fő ható tényező, a metamorfózis jellege és viszonyai az óceánfenéki metamorfóziséhoz nagyon hasonlóak.
  - Aktív geotermális területekhez kapcsolódó metamorfózis – A hidrotermális metamorfózis egyes kiemelkedő hőáramú területeken is hat, ahol a vulkáni-utóvulkáni tevékenységgel kapcsolódóan a fluidumok is nagy szerepet játszanak a nagy hőmérséklet (T) (és esetleg nyomás) mellett a kőzetek átalakításában. Ezek esetenként csak lokális folyamatok, de nagy területi elterjedésben kialakulhatnak, így globálisan inkább a regionális metamorfitok közé sorolhatjuk ezeket, mint a lokálisakhoz. Legismertebb területei: Új Zéland, Japán (szubdukcióhoz kapcsolódik), Kalifornia (transzform vetőhöz kapcsolódik) és Izland (riftesedéshez kapcsolódik).

### Lokális metamorfózis
1. Kontakt metamorfózis – A magmabenyomulás következtében fellépő hőhatásra alakul ki a környező kőzetekben, illetve vastag lávafolyások alatt. A fő hatótényező tehát a magmából eredő nagy hő (T), de esetenként az anyagcserével járó metaszomatikus folyamatok is jelentősek lehetnek. A nyomás szerepe gyakorlatilag elhanyagolható. Azt a zónát, amelyre a kontakt metamorfózis hatása kiterjed, kontakt udvarnak nevezzük. Ennek szélessége változó, általában néhány métertől néhány kilométerig terjed. A kontakt metamorfózis hatása ott a legnyilvánvalóbb, ahol a nagytömegű magmás test üledékes kőzetekkel, azon belül is agyagos- vagy karbonátos kőzetekkel érintkezik. A pirometamorfózis a kontakt metamorfózis speciális fajtája. Különösen magas hőmérsékleti hatást jelez a kőzet és a magma kontaktusán vulkáni feltételek között. Gyakori a parciális megolvadás, és ebben a tekintetben a pirometamorfózis a magmás és metamorf folyamatok átmeneti esetének tekinthető. A pirometamorfózis során sült- vagy égetett kőzetek, buchitok jönnek létre.
2. Diszlokációs (dinamikus) metamorfózis – A metamorfózisnak ez a fajtája törések, vetők, nyírási övezetek vagy áttolódások környezetére korlátozódik. A viszonylag kis hőmérsékleten fellépő nagy mechanikai- és nyírási feszültségek (pstressz) a kőzet és a kőzetalkotó ásványok mechanikai széttöredezését, felaprózódását okozza. Az így kialakult kataklázitok (vetőbreccsák, vetőagyagok) nem foliáltak. A súrlódás miatt a hőmérséklet helyenként olyan mértékben megnövekedhet, hogy a kőzet egy kis része megolvad, majd gyorsan kihűlve üvegesen megdermed. Az így képződött sötét, bazaltos üvegre emlékeztető kőzetet-kőzetsávokat pszeudotachylitnek nevezzük. Nagyobb mélységekben már átkristályosodás és plasztikus deformáció is létrejöhet, aminek következtében sávos-foliált szerkezetek alakulnak ki (milonitosodás).
3. Impakt (sokk) metamorfózis – Meteorit becsapódások következtében kialakuló metamorfózis. A kőzet és a kőzetalkotó ásványok átalakulását a hatalmas sebességgel becsapódó meteorit és az általa keltett "sokk hullámok" okozzák. A hatás rendkívül rövid ideig tart, gyakorlatilag néhány mikromásodperc és egy másodperc között lezajlik. Ezalatt a rövid idő alatt a hőmérséklet néhány ezer Celsius-fokot is elérhet, a nyomás pedig akár a 100 kbar (10 GPa) nagyságot is meghaladhatja. A sokk hullámok hatására a például homokkövekben előforduló kvarc erősen deformálódik sőt a SiO2 más polimorf módosulattá, coesittá és stisovittá alakul. Még erőteljesebb sokk metamorfózis hatására a kvarcszemcsék megolvadhatnak és hirtelen lehűlve nagy sűrűségű és nagy törésmutatójú, SiO2 összetételű üveggé dermedhetnek meg, amelynek neve lechatelierit. A hasonló hatásnak kitett, hirtelen megolvadt majd újrakristályosodott, vagy üvegesen megdermedt földpát neve maskelynit. Az impact metamorfózisnak elsősorban a Holdon illetve más, légkörrel nem rendelkező égitesteken van nagy jelentősége.

### Mélységi zónák szerint
A metamorfózis különböző mélységekben jöhet létre, amelyekre általában különböző viszonyok jellemzőek. Három metamorf zónát különítünk el:
- Epimetamorf öv: felső zóna, ahol a hőmérséklet mindig csekély, kivéve a kontakt metamorfózist. A kőzetek átalakulását az irányított nyomás különböző fokai okozzák. A víztelenedés kisfokú, az ásványok az OH--tartalom nagy részét még őrzik. Jellemző ásványai a szericit, klorit, talk, szerpentin, epidot, zoizit, hematit, kőzetei a fillit, kloritpala, grafitpala, zöldpala, talkpala.
- Mezometamorf öv: középső zóna, ahol a nyomás mellett a hőmérséklet közepesen magas. Jellemző ásványai a muszkovit, biotit, amfibol, gránát, sztaurolit és disztén, de az epiásványok közül előfordul még a klorit és epidot. Kőzetei közepes szemű, vastagabb palás rétegzettségűek, mint a gneisz, csillámpala és amfibolit.
- Katametamorf öv: alsó zóna, magas hőmérséklet, magas nyomással, amelyhez már nem csak a tektonikai eredetű irányított nyomás, hanem a hidrosztatikai nyomás is hozzájárul. A hidrosztatikai nyomás ebben a zónában már olyan magas, hogy tektonikus nyomás nélkül is metamorfózist idéz elő. Ásványai a diopszid, szillimanit, omfacit, valamint a magas hőmérsékletre jellemző, ezért a kontakt metamorfként is képződő kordierit, wollastonit, vezuvián. A jellemző kőzetek irányítottság nélküli, szemcsés kőzetek, mint az eklogit, gránitgneisz és a granulit.

## A metamorf fácies
Definíció szerint "a metamorf fácies mindazokat a kőzeteket jelenti, amelyek azonos feltételek között metamorfizálódtak” (Eskola, 1915). A metamorf fácies ásványegyütteseket tartalmaz, amelyek közel azonos nyomás- és hőmérsékleti körülmények mellett képződtek. Az eredeti kőzetek változatos kémiai összetétele következtében a „metamorf összetétel” is jelentősen változhat az egyazon fáciesbe tartozó kőzeteknél. Ugyanakkor viszont az azonos kémiai összetételű kőzetek eltérő ásványegyüttessel rendelkeznek a különböző fáciesekben. Problémát jelent azonban, hogy számos ásványegyüttes széles nyomás és hőmérséklet tartományban stabil, így több metamorf fáciesben is előfordulhatnak. Más ásványegyüttesek sokkal szűkebb stabilitási tartománnyal rendelkeznek, így csak egy bizonyos fáciesre jellemzőek.
Az előbbiek figyelembevételével nyilvánvaló, hogy az egyes kőzettípusokban keresni kell olyan, ún. kritikus (meghatározó-, diagnosztikus-, típusos-) ásványegyütteseket, amelyek segítségével a metamorf fácies felismerhető. Az Eskola-féle fácieselv megalkotásának idejében még nem álltak rendelkezésre kísérleti és termodinamikai adatok az egyes metamorf ásványok stabilitási mezejére. Annak idején csak a hőmérsékletnek (T) és a litosztatikus (phidr) nyomásnak a változása volt az alapja a fáciesek kijelölésének, a fluidnyomást (pfluid) nem vették figyelembe. Az idő előrehaladtával az eredetileg kijelölt öt metamorf fácies száma nyolcra emelkedett. A további kutatások egyre több új fáciest határoztak meg, illetve egyeseket szubfáciesnek vagy zónának írtak le.
| Fácies          | Kritikus ásványok vagy ásványegyüttesek                                            |
| Zöldpala alatti | laumontit, prehnit+pumpellyit, prehnit+aktinolit, pumpellyit+aktinolit, pirofillit |
| Zöldpala        | aktinolit+klorit+epidot+albit, kloritoid                                           |
| Amfibolit       | hornblende+plagioklász, sztaurolit                                                 |
| Granulit        | ortopiroxén+klinopiroxén+plagioklász megjegyzés: nincs sztaurolit, nincs muszkovit |
| Kékpala         | glaukofán, lawsonit, jadeit tartalmú piroxén, aragonit megjegyzés: nincs biotit    |
| Eklogit         | omfacit+gránát megjegyzés: nincs plagioklász                                       |

## A metamorf fok
A metamorf kőzetek legújabb beosztása a fáciesmódszerrel ellentétben a hőmérsékleten alapul (Winkler, 1974 és 1976). Az egyes határok megvonása a kísérleti metamorf kőzettan eredményeinek segítségével történt. Az egyes metamorf fokok határvonala bizonyos ásványok progresszív fejlődés szerinti első megjelenése, vagy bizonyos ásványegyüttesek – adott reakciók szerinti lezajlásával történő – megjelenése alapján húzhatók meg.

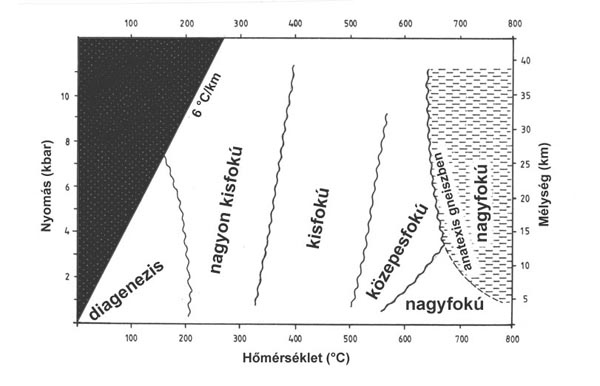
Metamorf fokok Winkler (1974, 1976) szerint

Az egyes fokozatok legfontosabb kritikus ásványai-ásványegyüttesei, folyamatai a következők:
1. nagyon kisfokú metamorfitok:
  - illit jelenléte, kristályossági foka a hőmérséklet emelkedésével együtt fokozatosan nő,
  - laumontit, pumpellyit-prehnit, glaukofán-lawsonit, jadeit-kvarc jelenléte
2. kisfokú metamorfitok:
  - zoizit (klinozoizit) első megjelenése
  - biotit+muszkovit első megjelenése
  - hornblende első megjelenése
  - plagioklász (An17)+ hornblende első megjelenése
3. közepesfokú metamorfitok:
  - kordierit és/vagy sztaurolit megjelenése
  - forsterit+talk megjelenése
  - talk+dolomit képződése
  - Ca-tartalmú plagioklász+alumoszilikát képződése
  - biotit+alumoszilikát képződése
  - kianit, szillimanit megjelenése
  - kloritoid, Mg-szegény klorit + muszkovit lebomlása
4. nagy fokú metamorfitok: 
  - muszkovit lebomlása kvarc és plagioklász jelenlétében (leggyakrabban: muszkovit+kvarc=káliföldpát+Al2SiO5)
  - káliföldpát+alumoszilikát képződése
  - káliföldpát+kordierit képződése
  - káliföldpát+almandin képződése
  - parciális olvadás gneiszeknél (pfluid>3kbar)
  - regionális hipersztén öv kialakulása ("száraz" körülmények között, nagy nyomáson és hőmérsékleten granulit fácies helyett)
  - nagy hőmérsékletű eklogitok képződése

## Külső hivatkozások
- Ásvány- és kőzettan alapjai. (Hozzáférés: 2018. július 20.)
- Metamorf kőzettan (PDF). (Hozzáférés: 2018. július 20.)
- Metamorf folyamatok - Segédanyag (PDF). [2009. március 20-i dátummal az eredetiből archiválva]. (Hozzáférés: 2018. július 20.)